# Tchétchènes en Syrie
 (septembre 2024).
Les Tchétchènes en Syrie désigne les Tchétchènes ethniques qui forment une petite minorité en Syrie.

## Histoire
La Syrie abrite une importante population tchétchène qui a émigré là-bas en raison du conflit russo-tchétchène. Les premiers migrants tchétchènes se sont parfois heurtés aux arabes et druzes locaux, mais ils se sont ensuite intégrés pacifiquement à la société syrienne. Cependant, après le déclenchement de la guerre civile syrienne en 2011, environ 3 000 militants tchétchènes se sont également rendus en Syrie pour y mener le djihad et ont formé de nombreuses milices antigouvernementales. Les groupes tchétchènes les plus connus en Syrie étaient Jaish al-Muhajireen wal-Ansar, l'Émirat du Caucase (branche syrienne), Junud al-Sham et Ajnad al-Kavkaz.
L’hostilité des Tchétchènes envers le gouvernement Assad est renforcée par les relations étroites entre la Russie et le gouvernement Assad, ainsi que par le long conflit historique entre la Tchétchénie et la Russie. Il y a aussi des soldats tchétchènes qui travaillent du côté d'Assad, la plupart envoyés par l'homme fort de la Tchétchénie, Ramzan Kadyrov.

## Population
Il n’existe pas de chiffres fiables sur les minorités ethniques en Syrie, mais les estimations sur la minorité tchétchène allaient de 6 000 à 35 000 personnes en 2008. 
La communauté tchétchène du plateau du Golan a été expulsée après la guerre israélo-arabe de 1967, de nombreux réfugiés tchétchènes se sont installés à Damas tandis que d'autres ont émigré à l'étranger, notamment aux États-Unis.

## Culture
En raison de la répression exercée par le gouvernement baasiste syrien, la minorité tchétchène a eu peu de succès dans la préservation de sa langue et de sa culture. L' Encyclopédie de la langue et de la linguistique arabes place la langue tchétchène comme la sixième langue la plus parlée dans le pays.